# Metropolia lwowska
Metropolia lwowska – metropolia Kościoła rzymskokatolickiego na Ukrainie. W jej skład wchodzą:
- archidiecezja lwowska
- diecezja łucka
- diecezja kijowsko-żytomierska
- diecezja kamieniecka
- diecezja mukaczewska (od 2002)
- diecezja odesko-symferopolska (od 2002)
- diecezja charkowsko-zaporoska (od 2002)

## Historia

### Królestwo Polskie,Rzeczpospolita Obojga Narodów(1412-1772)
Metropolia powstała z przekształcenia metropolii halickiej  w 1412. W jej skład wchodziły:
- archidiecezja lwowska
- diecezja przemyska
- diecezja chełmska
- diecezja włodzimierska (1412-1425)
- diecezja łucka (do XVI wieku)
- diecezja podolska
- diecezja serecka (1412-1515)
- diecezja bakowska (od 1591)
- diecezja kijowska

### Królestwo Galicji i Lodomerii(1772-1815)
W 1772 w wyniku pierwszego rozbioru Polski w granicach państwa austriackiego znalazła się część archidiecezji lwowskiej oraz diecezja przemyska. W 1783 w ramach metropolii została utworzona diecezja tarnowska (istniała do 1801). Od 1798 diecezje: kijowska, kamieniecka zostały odłączone od metropolii lwowskiej i przyłączone do nowo powstałej metropolii mohylewskiej w Rosji.
W 1805 zniesiona została diecezja chełmska, natomiast powołane zostały: diecezja lubelska, diecezja kielecka. Ponadto w składzie metropolii znalazła się diecezja krakowska, dotąd podporządkowana pod metropolię gnieźnieńską.
W roku 1815 podział metropolii przedstawiał się następująco:
- archidiecezja lwowska
- diecezja przemyska
- diecezja krakowska
- diecezja kielecka
- diecezja lubelska

### Królestwo Galicji i Lodomerii,II Rzeczpospolita(1815-1925)
W wyniku kolejnych zmian granic po kongresie wiedeńskim diecezje lubelska i kielecka znalazły się w granicach zaboru rosyjskiego. W 1821 reaktywowana została diecezja tarnowska (do 1826 jako diecezja tyniecka).
Podział metropolii od 1826 do 1925.
- archidiecezja lwowska
- diecezja tarnowska
- diecezja przemyska

### II Rzeczpospolita,okupacja niemiecka(1925-1945)
W wyniku konkordatu z 1925 i związanych z jego wprowadzeniem zmian terytorialnych polskiej administracji kościelnej podział metropolii lwowskiej przedstawiał się następująco:
- archidiecezja lwowska
- diecezja przemyska
- diecezja łucka

### Polska, Ukraina (1945-1991)
Po 1945 w granicach Polski znalazła się większość diecezji przemyskiej oraz fragment archidiecezji lwowskiej, dla której ustanowiono administrację apostolską w Lubaczowie. Większość archidiecezji lwowskiej, część diecezji przemyskiej oraz całość diecezji łuckiej znalazły się w granicach sowieckiej Ukrainy. 